# Goliardo Mosca
Goliardo Mosca (Tirano, 2 agosto 1906 – Tablada, 19 dicembre 1936) è stato un militare e aviatore italiano, decorato di medaglia d'oro al valor militare alla memoria nel corso della guerra civile spagnola.

## Biografia
Nacque a Tirano, provincia di Sondrio, il 2 agosto 1906.
Trasferitosi sino dall'infanzia a Reggio Emilia, vi compì gli studi presso l'Istituto tecnico della città conseguendo la licenza in fisico matematica. Nel settembre 1926 fu ammesso a frequentare alla Scuola allievi ufficiali del genio militare di Bra, e l'anno successivo fu promosso sottotenente e destinato a prestare servizio presso il battaglione misto della Sardegna dal quale fu posto in congedo nel gennaio 1928. Nel marzo 1929 venne richiamato in servizio, a domanda, nella Regia Aeronautica frequentando la Scuola di pilotaggio di Passignano sul Trasimeno dove conseguì il brevetto di pilota di idrovolanti e nell'ottobre quello di pilota militare. Trasferito all’80º Gruppo Autonomo Idrovolanti, cessò definitivamente di far parte dei ruoli dell'esercito. Frequentò successivamente la Scuola di osservazione aerea, fu in servizio presso l'88º Gruppo Autonomo Osservazione Marittima ed infine, dal settembre 1931, prestò servizio presso l'aviazione della Cirenaica. Ritornato in Patria e promosso tenente nel luglio del 1932, fu assegnato alla Scuola caccia marittima di Bracciano dal settembre 1933. Qui fu decorato con la medaglia di bronzo al valor civile per aver salvato, a grave rischio della propria vita, un compagno che stava per annegare nelle acque del lago. Nel novembre 1934 fu trasferito al Reparto Alta Velocità di Desenzano del Garda, passando al 1º Stormo Caccia Terrestre nell'agosto 1935. Promosso capitano fu assegnato all'Aviazione del Tercio e dal 25 ottobre 1936 partì volontario per la combattere nella guerra di Spagna dove assunse il comando della 3ª Escuadrilla de Caza del Tercio. Rimasto ferito in una rischiosa azione sul cielo di Madrid e fu sostituito dal tenente Antonio Larsimont Pergameni il 13 novembre dello stesso anno, rifiutando di rientrare in Italia e riprese servizio attivo. Decedette il 19 dicembre 1936 per un incidente di volo a Tablada alla vigilia della promozione a maggiore. Fu insignito della medaglia d'oro al valor militare alla memoria.

### Annotazioni
1. ↑  Il capitano Mosca arrivò a Siviglia con nove aerei Fiat C.R.32 ed altrettanti piloti del 6º Stormo Caccia Terrestre nell'ottobre 1936.

### Fonti
1. 1 2 3 4 5 6 7 8 9 10 11  Combattenti Liberazione.
2. 1 2  Gruppo Medaglie d'Oro al Valor Militare 1965, p. 204.
3. 1 2  Ufficio Storico dell'Aeronautica Militare 1969, p. 101.
4. ↑  Logoluso 2010, p. 24.
5. ↑  Medaglie d'oro al valor militare sul sito della Presidenza della Repubblica